# Durham (Karolina Północna)
Durham – miasto we wschodniej części Stanów Zjednoczonych, w Karolinie Północnej. 
Jest czwartym miastem w stanie pod względem liczby mieszkańców. W mieście rozwinął się przemysł tytoniowy oraz włókienniczy.

## Historia
Przed nadejściem kolei, obszar teraz znany jako Durham był prawie całkowicie rolniczy, z kilkoma przedsiębiorstwami wzdłuż drogi do Hillsborough, zaopatrującymi podróżnych (szczególnie przewożących bydło i trzodę). Przez miasto wiodła jedna z głównych dróg w Karolinie Północnej, zastąpiona później przez autostradę. W 1827 założono, ze względu na korzystne położenie pierwszy urząd pocztowy. Obecne miasto powstało w 1853 roku przy stacji North Carolina Railroad między Raleigh i Hillsborough. Miejscowy lekarz i przedsiębiorca Bartlett Durham przekazał część swojej ziemi kolei, która w zamian nazwała wybudowaną stację Durham. Aż do wojny secesyjnej miejscowość rozrastała się powoli. W 1869 uzyskała status miasta. Późniejszy rozwój Durham zawdzięczało przemysłowi tytoniowemu.

### XX wiek

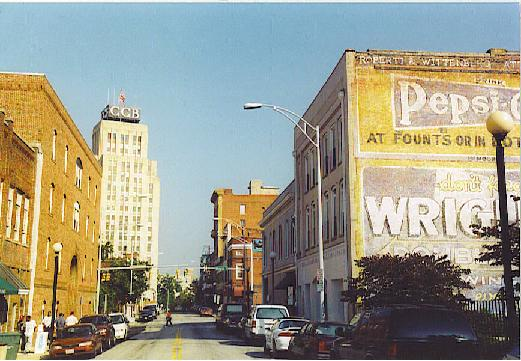
Widok na zachód wzdłuż Parrish Street, do budynków CCB (SunTrust)

Prosperujące przedsiębiorstwa Bull Durham Tobacco Company i Washington Duke's W. Duke & Sons Tobacco Company przyczyniły się do rozwoju miasta. Do dominującego w gospodarce miasta przemysłu tytoniowego dołączył energetyczny (Duke Power) i włókienniczy, szczególnie w East Durham i West Durham. Z okresu 1890-1930 pochodzi znaczna część miejskiej zabudowy mieszkaniowej i handlowej.
W mieście szybko rozwinęła się dynamiczna afroamerykańska społeczność, skupiająca się na obszarze znanym jako Hayti (HAY – więź), położonym dokładnie na południe od centrum miasta. Stworzyli niektóre z najważniejszych na początku XX wieku przedsiębiorstw będących własnością czarnoskórych. Wśród nich są North Carolina Mutual Insurance Company oraz Mechanics & Farmers Bank. Ich siedziba – Parrish Street była później określana jako Black Wall Street.

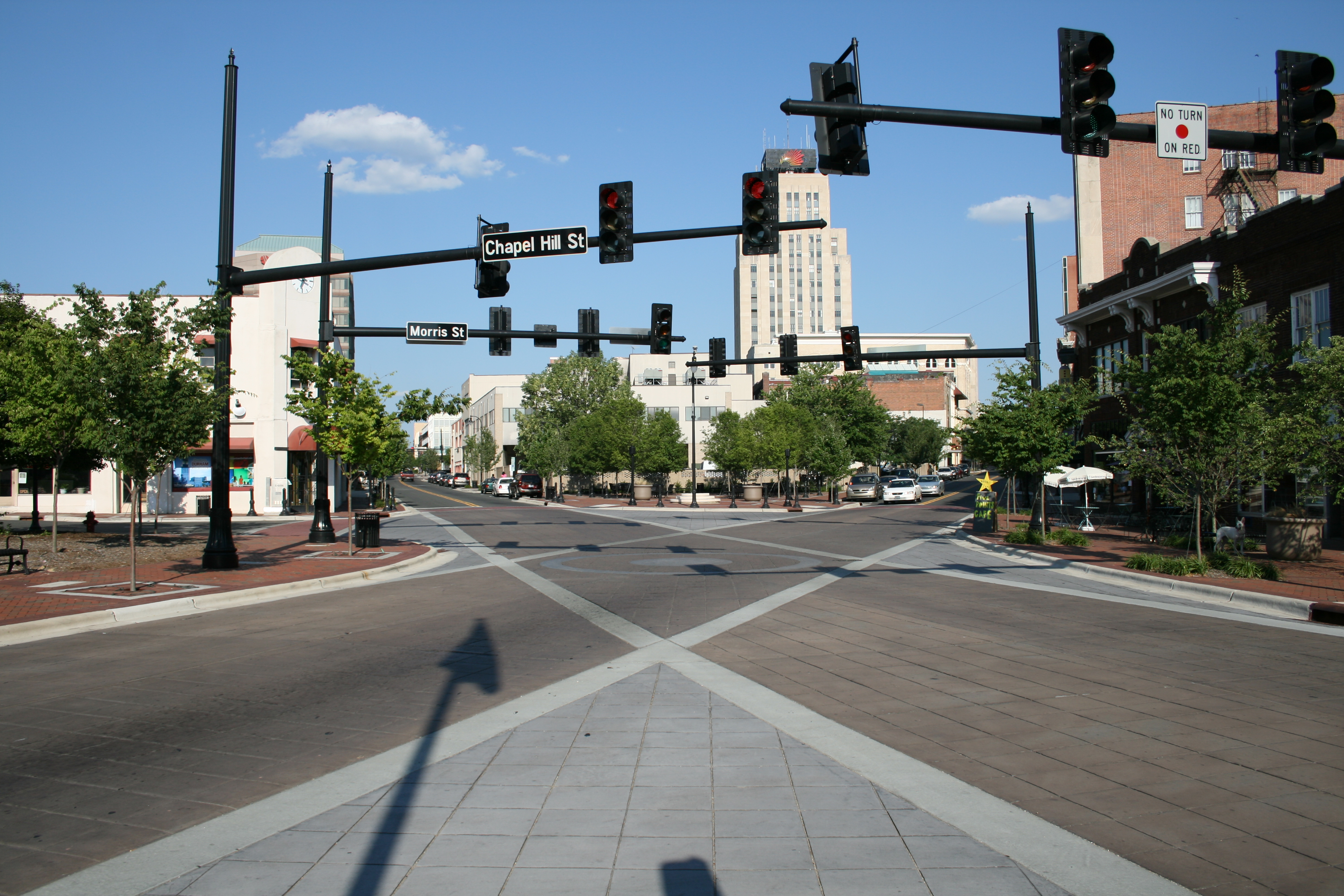
Five Points w centrum

W 1924 książę James Buchanan Duke założył fundację dobroczynną na cześć swojego ojca Waszyngtona Duke’a, która miała na celu wsparcie Trinity College (College Trójcy) w Durham. College zmienił swoją nazwę na Uniwersytet Duke’a i zbudował duże miasteczko uniwersyteckie oraz szpital położony milę na zachód od college’u (oryginalna siedziba Trinity College jest teraz znana jako Duke East Campus).
W połowie XX wieku miejscowy przemysł podupadł. Fabryki tekstyliów były zamykane od lat 30. XX wieku. Ciosem dla przemysłu tytoniowego była rosnąca konkurencja innych przedsiębiorstw, a także spadek palenia tytoniu od lat 60. XX wieku. Impulsem rozwojowym było ustanowienie Research Triangle Park w 1958 roku, wspólnego przedsięwzięcia trzech uniwersytetów z Karoliny Północnej.
Duża afroamerykańska społeczność rozwinęła ruch praw obywatelskich. Miasto, w związku z represjami, z jakimi spotykali się uczestnicy sit-ins odwiedził Martin Luther King.
Podczas budowy autostrady w późnych latach 60. XX w., zburzono część historycznych dzielnic: Hayti, Morehead Hills, West End oraz West Durham. Łącznie z wyburzeniami na dużą skalę związanymi z programem Urban Renewal spowodowało to, że Durham doznało znaczących strat w jego historycznej tkance architektonicznej.
Durham zaczęło rozwijać się na nowo w latach 70. i 80. XX wieku, wraz z budową wielu domów w południowej części miasta, nieopodal Research Triangle Park oraz rewitalizacją centrum. W 1975 roku założono St. Joseph’s Historical Foundation w Hayti Heritage Center, która ma na celu zachowanie dziedzictwa starej społeczności Hayti i promocję wkładu Afroamerykanów do kultury światowej”. Drużyna Durham Bulls otrzymała w 1994 nowy stadion baseballu w centrum miasta. Na terenach American Tobacco Company powstało centrum kulturalno-usługowo-biurowe.
Znaczącymi pracodawcami w Durham są Duke University (39 000 pracowników, 14 000 studentów) i przedsiębiorstwa działające na terenie Research Triangle Park (49 000 pracowników), około 10 mil na południowy wschód. Łączy je autostradą NC 147.
W ostatnich latach miasto stało się znane z powodu 11 foot 8 bridge i zarejestrowanych licznych wypadków ciężarówek w jego pobliżu.

## Edukacja

### College i uniwersytety
- Uniwersytet Duke’a – prywatny uniwersytet badawczy,
- North Carolina Central University – tradycyjnie afroamerykański uniwersytet
- Durham Technical Community College – publiczny college.

Miasto prowadzi również 46 publicznych szkół.

## Sport
Najsławniejszy profesjonalny zespół sportowy miasta, Durham Bulls, jest zespołem baseballu i gra w amerykańskiej lidze IL (International League). Byki grają na stadionie Durham Bulls Athletic Park, (na południe od centrum), zbudowanym w 1994, zaprojektowanym przez firmę HOK – Sport (projektanci Oriole Park w Camden Jards w Baltimore). Stadion ma 10 000 miejsc siedzących i stoi przed biurowcem Diamond View I właściciela zespołu, Raleigh's Capital Broadcasting. Roczna frekwencja The Bulls wynosi około 500 000 osób.

## Kultura
W mieście odbywają się festiwale jazzu i bluesa, koncerty symfoniczne, wystawy dzieł sztuki i wiele przedstawień kulturalnych, m.in. The American Dance Festival i The Full Frame Documentary Film Festival. Centrum kultury miasta jest Teatr Carolina, który  organizuje przedstawienia i projekcje filmów (głównie niezależne produkcje). W 2005 otwarto The Nasher Museum of Art. W mieście działa The Durham Association for Downtown Arts (DADA), którego celem jest wspieranie miejscowych artystów.

### Filmy nakręcone w Durham
- Three In The Attic 1967
- Brainstorm 1981
- Weeds 1987
- The White Girl 1987
- Bull Durham 1987
- The Handmaid’s Tale 1990
- Once Around 1990
- Billy Bathgate 1991
- The Program 1992
- Painting Churches 1992
- The Portrait 1993
- Getting In 1993
- Bandwagon 1994
- Margaret 1994
- The Immortal 1994
- Chesterfield 1995
- Kiss the Girls 1996
- Clowns 1999
- The Rookie 2002
- Scenic 2003
- Majolie & Chouchou 2003
- Duchess of Durham County 2006
- Welcome to Durham, USA 2007.
- Los Sueños de Angélica 2007. Pierwszy latynoski film nakręcony w Karolinie Północnej

## Miasta partnerskie
- Tanzania: Arusza
- Wielka Brytania: Durham
- Rosja: Kostroma
- Japonia: Toyama
- Nikaragua: San Ramón